# Caio César (futebolista)
Caio César da Silva Silveira, mais conhecido como Caio César, ou simplesmente Caio (Cubatão, 27 de julho de 1995), é um futebolista brasileiro que atua como meio-campista. Atualmente joga pelo Thep Xanh Nam Dinh.

## Carreira

### Avaí
Caio César foi revelado nas categorias de base do Avaí em 2015.

### Sucesso no Avaí em 2016
Em 2016 começou a ser bem aproveitado pelo Avaí, sendo meia destaque do Avaí ao lado de Diego Jardel, já recebendo propostas de outros clubes pois Marquinhos Santos estava com uma lesão na perna direita.
Após a contratação de Vinícius Pacheco, Jajá, Tatá, Romarinho e Luan (reforços para a Série B de 2016), Caio César começou a ficar no banco de reservas.

## Títulos
Avaí
- Vice-Brasileirão Série B: 2016
- Taça Atlético Nacional de Medellín (turno do Campeonato Catarinense especial 2017): 2017
- Vice-Campeonato Catarinense: 2017

Kawasaki Frontale
- Campeonato Japonês: 2018
- Supercopa do Japão: 2019

CRB
- Campeonato Alagoano: 2024